# Johan Sundström
Johan Sundström (* 21. September 1992 in Göteborg) ist ein schwedischer Eishockeyspieler, der seit Mai 2019 erneut beim Frölunda HC in der Svenska Hockeyligan unter Vertrag steht.

## Karriere
Johan Sundström begann seine Karriere als Eishockeyspieler in seiner Heimatstadt in der Nachwuchsabteilung des Frölunda HC, für dessen Profimannschaft er in der Saison 2009/10 sein Debüt in der Elitserien gab. Bei seinem einzigen Einsatz blieb er punkt- und straflos. Anschließend wurde er im KHL Junior Draft 2010 in der dritten Runde als insgesamt 68. Spieler vom HK Budiwelnik Kiew ausgewählt, blieb jedoch zunächst bei seinem Heimatverein, für den er in der Saison 2010/11 bei 41 Elitserien-Einsätzen ein Tor erzielte. Zudem kam er als Leihspieler zu einem Einsatz für den Borås HC in der HockeyAllsvenskan, der zweiten schwedischen Spielklasse. Im NHL Entry Draft 2011 wurde er schließlich in der zweiten Runde als insgesamt 50. Spieler von den New York Islanders ausgewählt.
2012 wechselte er dann zu den Islanders und spielte vorerst für deren Farmteam, die Bridgeport Sound Tigers. Allerdings kam er in der Folge über 11 NHL-Einsätze, die er allesamt in der Saison 2013/14 absolvierte, nicht hinaus. Nachdem er die Spielzeit 2014/15 erneut komplett bei den Tigers verbracht hatte, entschloss sich Sundström, zum Frölunda HC in seine Heimat zurückzukehren.
Mit Frölunda folgten zwei sehr erfolgreiche Jahre: 2016 gewann er sowohl die Champions Hockey League als auch die Schwedische Meisterschaft mit seinem Team. Zudem wurde er mit der Stefan Liv Memorial Trophy als wertvollster Spieler der Play-offs ausgezeichnet. 2017 verteidigte er mit Frölunda den Titelgewinn in der Champions Hockey League.
Im Mai 2017 wurde er vom HK Awangard Omsk aus der Kontinentalen Hockey-Liga (KHL) unter Vertrag genommen, kam aber nur in zwölf KHL-Partien zum Einsatz und wurde im August 2018 aus seinem laufenden Vertrag entlassen. Anschließend erhielt er einen Vertrag bei Kunlun Red Star und kehrte im Mai 2019 zu den Frölunda Indians zurück.

### International
Für Schweden nahm Sundström an der U20-Junioren-Weltmeisterschaft 2011 teil. Im Turnierverlauf bereitete er in sechs Spielen ein Tor vor.

## Erfolge und Auszeichnungen
- 2012 Goldmedaille bei der U20-Junioren-Weltmeisterschaft
- 2016 Champions-Hockey-League-Gewinn mit dem Frölunda HC
- 2016 Schwedischer Meister mit dem Frölunda HC
- 2016 Stefan Liv Memorial Trophy (Playoff-MVP)
- 2017 Champions-Hockey-League-Gewinn mit dem Frölunda HC

## Statistik
Stand: Ende der Saison 2014/15